# 跨太平洋快线

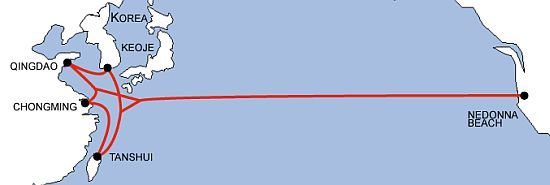
跨太平洋快线的线缆及上岸点分布地图

跨太平洋快线（Trans-Pacific Express，简称TPE），又稱橫太平洋快速海纜，为连接中国大陆、台湾、韓國、日本和美国的一条海底通信電纜。由中国电信、中国网通、中国联通、中华电信、韩国通信和威讯六家通信运营商共同出资50亿美元筹建，之后AT&T和NTT于2008年3月加入建设。电缆所有权由6家出资業者分担，全长11,000英里（18,000），于2008年9月建成，日本登陆点于2010年1月建成。
电缆建成前，跨大西洋的通信能力为每秒5547Gbit，但跨太平洋的通信能力只有每秒2726Gbit。大部分连接中国的通信必须在日本中转，并只有每秒155Mbit。本电缆能提供的从美国跨太平洋连接中国的通信流量是现有电缆的60倍，因此成为增强两国通信能力的重大通信基建项目。这是第一条直连中国和美国的新一代海底光纤电缆系统，也是七年多后第一条主要在美国西海岸登陆的电缆。最初设定电缆提供每秒1.2Tbit的通信流量，但其设计流量高达每秒5.12Tbit。客户也可以单独预定每秒10Gbit的专线通信线路。

## 电缆上岸点
电缆在以下地方登陆：
- 中华人民共和国
  - 上海崇明岛
  - 山东省青岛市
- 日本千叶县南房總市（原丸山町（日语：丸山町））
- 韓國庆尚南道巨济市
- 台灣新北市淡水区
- 美国俄勒冈州尼多拿海滩（英语：Nedonna_Beach,_Oregon）